# Chiesa di Santa Maria Assunta (Lavizzara)
La chiesa parrocchiale di Santa Maria Assunta è un edificio religioso che si trova a Fusio, frazione di Lavizzara in Canton Ticino.

## Storia
Eretta nel XV secolo, venne ampliata nel XVII e nuovamente trasformata nel XIX secolo.

## Descrizione
La chiesa ha una pianta ad unica navata coperta da un soffitto a cassettoni in legno.